# Щит міста
«Щит міста» — радянський художній фільм 1979 року, знятий режисером Леонідом Аграновичем на кіностудії «Казахфільм».

## Сюжет
З гірських льодовиків обрушився сель. Загинула дочка Батирових, зазнав тяжкої травми їхній син. Казкова краса гірського озера, біля якого родина будівельника Касима Батирова збудувала заміський будиночок для заміського відпочинку, зникла в одну мить. Побудовані бригадою Касима протиселеві загородження поповзли і розсипалися — отже, місто Алмати не захищене.

## У ролях
- Ануарбек Молдабеков — Касим Батиров
- Фарида Шаріпова — Бахтигуль
- Ідріс Ногайбаєв — голова урядової комісії
- Раїмбек Сейтметов — міністр
- В. Давидов — Бортко
- Юрій Горобець — Михайло Олексійович
- Володимир Захаров — епізод
- Кененбай Кожабеков — епізод
- Жан Байжанбаєв — Булат
- Геннадій Лисенок — епізод
- Лев Тьомкін — епізод
- І. Дзюбан — епізод
- Олександр Зубов — епізод
- Джамбул Худайбергенов — епізод
- С. Костюков — епізод
- В. Льодоков — епізод
- Ш. Імашов — епізод
- І. Мельник — епізод
- А. Хасенова — епізод
- Є. Кіркач — епізод
- А. Казанський — епізод
- А. Бекстіміров — епізод
- У. Нусіпжанов — епізод
- Ю. Михайленко — епізод
- Нурлибай Єсімгалієв — епізод
- Макіль Куланбаєв — епізод
- Матан Мураталієв — епізод
- Олег Беспальченко — епізод
- Ольга Сошникова — метеоролог
- Діляра Іскандерова — епізод
- Дімаш Ахімов — Жумабай
- Анатолій Кощеєв — епізод
- Капан Бадиров — епізод
- Жексен Каїрлієв — епізод
- Жанна Керімтаєва — епізод

## Знімальна група
- Режисер — Леонід Агранович
- Сценарист — Леонід Агранович
- Оператор — Ігор Вовнянко
- Композитор — Алмас Серкебаєв
- Художник — Віктор Тихоненко